# Adelor Vieira
Adelor Francisco Vieira (Blumenau, 7 de janeiro de 1947) é um político catarinense. É filiado ao PODE em Santa Catarina, e diretor da CASAN, atualmente é presidente interino da estatal.
Seu nome esteve envolvido no Escândalo dos Sanguessugas, na época que era filiado ao Partido do Movimento Democrático Brasileiro (PMDB) de Santa Catarina e líder da bancada evangélica na Câmara dos Deputados.
Já foi filiado ao Partido da Frente Liberal (PFL).